# Monodéndri
Monodéndri är en ort i Grekland.   Den ligger i prefekturen Nomós Ioannínon och regionen Epirus, i den nordvästra delen av landet, 300 km nordväst om huvudstaden Aten. Monodéndri ligger 1 027 meter över havet och antalet invånare är 129.
Terrängen runt Monodéndri är kuperad åt sydost, men åt nordväst är den bergig. Runt Monodéndri är det mycket glesbefolkat, med 3 invånare per kvadratkilometer. Närmaste större samhälle är Eleoúsa, 19,9 km söder om Monodéndri. Trakten runt Monodéndri består till största delen av jordbruksmark.